# Beisl

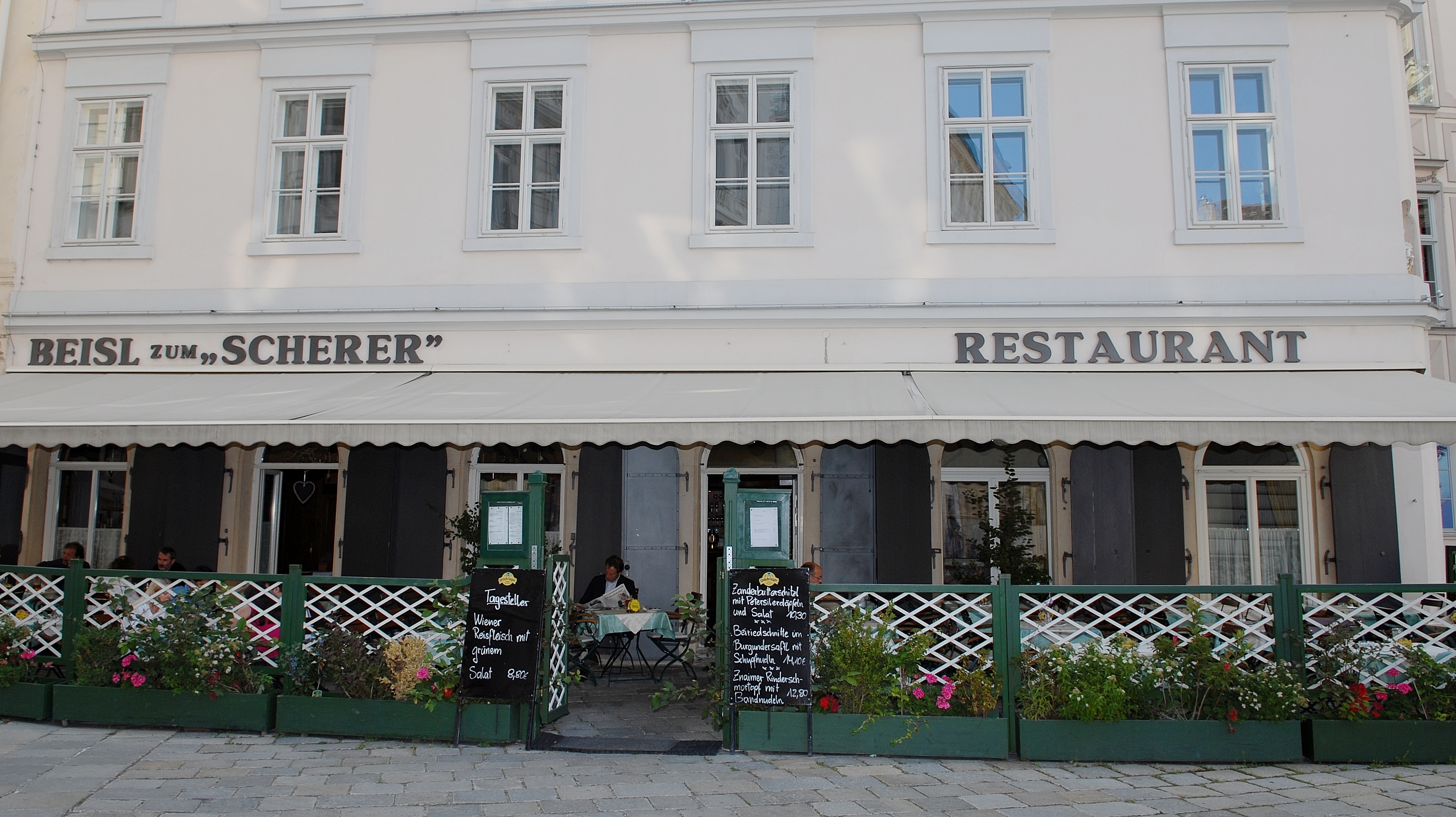
Das Beisl Zum „Scherer“ am Judenplatz in der Wiener Innenstadt (2012)

Ein Beisl oder Beisel ist ein österreichisches Wirtshaus oder Gasthaus.
Laut Wörterbuch der bairischen Mundarten in Österreich stammt der Begriff vom tschechischen „pajzl“ ab, was so viel bedeutet wie Kneipe oder Spelunke. Es handle sich um eine verkleinernde Kurzform des Hauptworts „hampejz“ – mit den Bedeutungen „Hundehäuschen, Kegelbahn“, später auch „Bordell“.
Andere Herleitungen sind von Jiddisch bajiss (Haus), als auch als österreichisch-dialektaler Diminutiv zu dem in der Deutschschweiz verbreiteten Wort Beiz oder dem Bairischen Boazn sein. Zunächst verstand man in Wien unter Beisl ein Lokal niederer Güte, bis sich ein Bedeutungswandel zum Besseren einstellte. Heute spricht man sogar von Nobelbeiseln, das sind Lokale mit verfeinerter bodenständiger Küche.
Peter Alexander brachte 1976 mit Das kleine Beisl eine Coverversion des Schlagers In ’t kleine café aan de haven heraus.